# 和歌山県信用農業協同組合連合会
和歌山県信用農業協同組合連合会（わかやまけんしんようのうぎょうきょうどうくみあいれんごうかい）は、和歌山県和歌山市に本所を置く、和歌山県内の農業協同組合の信用事業を統括する県域農協系金融機関であり、県内農業協同組合を会員とする。

## 概要
- 通称は「JA和歌山信連」または「JAバンク和歌山」。統一金融機関コードは3030。主に法人顧客を中心としており、個人取引は殆どない。

## 沿革
- 1948年 - 設立。

## 店舗所在地
- 本所（001）/和歌山県和歌山市美園町五丁目1番1号 和歌山JAビル内